# Конвенційна стопа 1753
Конвенційна стопа 1753 (нім. Konventionsfuβ) — 20-гульденова стопа, встановлена монетною конвенцією від 20 вересня 1753 року, укладеної Австрією і Баварією. Через 1 рік була денонсована Баварією. Австрія використовувала цю стопу з 7 листопада 1750 року, всі монети мають після цифр року андріївський хрест. Нова монета 2 гульдени отримала назву «талер». До 1760 року К.с. прийняла більшість держав на півдні і заході Німеччини, у 1763 — Саксонія. Австрія не змогла зберегти К. с., незважаючи на її перетворення з 1760 року у 22-гульденовую стопу і в усе більшій кількості випускала паперові і мідні гроші, К.с. була офіційно скасована в результаті укладення 24 січня 1857 року Німеччиною та Австрією Віденського монетного союзу і створення так званого союзного талера.
Монети, що карбували на основі цього договору, мали назву конвенційних. З 1-ї кельнської марки (233,856 г чистого срібла) мали карбувати 10 талерів, чи 20 гульденів.